# Maransis bilineolatus
 Maransis bilineolatus is een wandelende tak uit de familie Bacillidae. De wetenschappelijke naam van deze soort is voor het eerst voorgesteld als Leptinia bilineolata door Karl Brunner von Wattenwyl in een publicatie uit 1907.
De soort komt voor in Zuidelijk Afrika.